# Мужчины не плачут (альбом)
«Мужчины не плачут. Песни для кино» — седьмой студийный альбом группы Ляпис Трубецкой, который был выпущен в феврале 2006 года. Сами музыканты не считают этот альбом номерным, поскольку он состоит из песен, записанных специально для криминального телесериала «Мужчины не плачут» и производственной драмы «Последний забой». Этим объясняется и музыкальный жанр альбома: по сути, это стилизация под русский шансон (не самый любимый группой жанр).

## История альбома
Альбом был записан в начале 2004 года параллельно с альбомом «Золотые яйцы». Первоначально выпуск альбома «Мужчины не плачут» был запланирован на 2005 год, но по ряду причин релиз состоялся лишь через полгода. Треки «Аргентина» и «Саяны» первоначально предназначались для альбома «Золотые яйцы», но из-за несоответствия концепции пластинки не вошли туда. В декабре 2004 года обе композиции были изданы на промо-диске «Аргентина».

## Список композиций
| №                   | Название                                                                        | Длительность |
| ------------------- | ------------------------------------------------------------------------------- | ------------ |
| 1.                  | «Нина»                                                                          | 4:24         |
| 2.                  | «Дядя Витя»                                                                     | 2:20         |
| 3.                  | «Снежная королева»                                                              | 3:00         |
| 4.                  | «Извините, Маша»                                                                | 2:32         |
| 5.                  | «Золотом огни»                                                                  | 3:46         |
| 6.                  | «Вишня красная»                                                                 | 3:23         |
| 7.                  | «Мужчины не плачут»                                                             | 4:53         |
| 8.                  | «Саяны»                                                                         | 4:18         |
| 9.                  | «Лабухи»                                                                        | 2:19         |
| 10.                 | «Чёрно-белый день»                                                              | 3:57         |
| 11.                 | «Уголёк»                                                                        | 3:49         |
| 12.                 | «Аргентина»                                                                     | 4:39         |
| 13.                 | «Русалки»                                                                       | 4:03         |
| 14.                 | «Ласточки (Anton Morch remix)» (бонус-трек, только на «подарочном» издании)     | 4:12         |
| 15.                 | «Мужчины не плачут (инструментал)» (бонус-трек, только на «подарочном» издании) | 1:29         |
| Общая длительность: | Общая длительность:                                                             | 47:40        |

## Участники
- Сергей Михалок — вокал
- Павел Булатников — вокал
- Руслан Владыко — гитара
- Павел Кузюкович — валторна, труба
- Иван Галушко — тромбон
- Александр Сторожук — ударные, перкуссия
- Владимир «Елкин» Эглитис — бас-гитара (треки 8, 12), аранжировка (трек 12)
- Владимир «Федя» Федорук — аккордеон (сессионный музыкант)
- Александр Калиновский — бас-гитара (сессионный музыкант)